# テキサス・セントラル・レイルウェイ
テキサス・セントラル・レイルウェイ（英語: Texas Central Railway）は、計画中のアメリカ合衆国の高速鉄道である。事業主体の米テキサス・セントラル・パートナーズ社は、米運輸省が計画の実現に必要な手続きをほぼ終えたと明らかにした。ヒューストン - ダラス間の約380kmを90分で結び、日本の新幹線方式で建設し、早ければ2021年に建設を開始し、2026年の開業を目指している。開業すれば、アセラ・エクスプレス、ブライトラインに次ぐ北アメリカで3番目の高速鉄道となる。

## 概要

### 新幹線方式
テキサス・セントラル・パートナーズ社（英語: Texas Central Partners, TCP）は民間企業であり、連邦鉄道局およびテキサス運輸省と協力しながら環境影響評価を行っている。2015年7月には7500万ドルの出資を集めたと発表した。
総工費は当初120億ドルとされていたが、400億ドル以上に膨らむ見通し。
日本の新幹線方式で台湾の台湾新幹線に続き建設し、N700系の改良版を導入することを明言していた。現在は2020年7月から営業運転を行うN700Sをアメリカ仕様に改良して、最高時速330kmで走る計画になっている。JR東海が技術支援に加え、少額の出資を検討している。2016年5月中に高速鉄道プロジェクトへの技術支援を目的に、現地法人「HTeC(エイチテック)」を設立すると発表した。
テキサスにはもともと直線的に送電線が張られており、その横の土地を利用する予定である。最大の問題点の一つとして、建設予定地の地主の反対がある。
ルート上の中間点付近に、もう1つ駅を作ることを検討しており、テキサスA&M大学が所在するブラゾス郡内に設置する計画である。現在、第2次計画として、オースティン - サンアントニオ間の開通を目指しているが、具体的なタイムスケジュールは決まっていない。

### 運行パートナー
2018年10月にはスペイン国鉄・レンフェを運行面でのパートナーに指名することが発表され、JR東海は技術面での支援を主に行うとされている。
2023年8月、事業主体の米テキサス・セントラル・パートナーズ社はアムトラックと協力関係を結ぶと発表した。今後アムトラックと共同で補助金プログラムを申請する予定である。
テキサス・セントラル・パートナーズ社とアムトラックは、連邦政府の支援への申請に動き出している。具体的には、連邦鉄道局（FDA）が所管する都市間旅客鉄道の安全、効率、信頼性を向上に資する取り組みへの支援策や、米国運輸省が所管し助成対象にアムトラックが含まれる旅客鉄道支援連邦補助金などである。

### 開業遅延
2024年5月、アムトラックのアンディ・バイフォード上席副社長は、テキサス高速鉄道の開業が2030年代前半に遅れる可能性を明らかにした。計画はこれまでも資金難で延期を繰り返してきた。バイフォード氏は「連邦政府と民間企業、外国からの投資なくして前進するとは思えない」とし、300億ドル超とされる総事業費の調達に向けて官民双方からの出資を幅広く募る方針を強調した。ダラス、ヒューストン両市からも「非常に強い政治的支援を受けており、時間とともにいくらかの財政支援に発展する可能性もある」と期待を示した。
使用車両は、「当初は日本で造られると思うが、その後は米国での雇用を創出するため米国生産に移行することを希望している」とした。計画の支援企業には新幹線車両を造る日立製作所も名を連ねるが、発注するメーカーは「現時点ではコメントできない」と語った。
導入する発券・予約システムは「アムトラックのシステムを使う」とし、アムトラックのアプリで切符を買えるようになるとの見通しを示した。
2025年4月、米運輸省はテキサス・セントラル・レイルウェイ向けの補助金6390万ドル（約90億円）を撤回すると発表した。
これにより建設着工は非常に厳しい情勢となった。